# Sámico

Mapa con la situación de algunas de las ciudades de la antigua Élide. Sámico se ubicaba cerca de la costa, al sur.

Sámico (en griego, Σαμικό, Samikó) es el nombre de una antigua ciudad griega de Trifilia en la  antigua Élide. Está situada cerca de la costa a mitad de camino entre las desembocaduras del Alfeo y el Neda, y un poco al norte del Anigro. Se levantaba sobre el espolón saliente de una elevada montaña, que aquí se acerca tanto a la costa que deja solo un estrecho paso.

## Historia
Se la identifica con la ciudad llamada Arene (en griego, Αρήνη)  por Homero y citada en el catálogo de naves de la Ilíada dentro del territorio gobernado por Néstor. Como Arene es mencionada también en el Himno homérico a Apolo y en las Argonáuticas de Apolonio de Rodas, donde se indica que era patria de los argonautas Idas y Linceo. Además, se ha sugerido que podría haber sido la misma ciudad que Macisto.
Es mencionada como Sámico por Polibio: en el año 219 a. C., Filipo V de Macedonia puso sitio a Sámico, ciudad donde se habían refugiados los eleos y los etolios. Tras una negociación, los eleos y etolios se retiraron de la ciudad, que fue tomada por Filipo.
Estrabón dice que Sámico antes se llamaba Samos, probablemente por estar en un lugar elevado, e identificaba Arene con Samos. La situaba cerca en la desembocadura del río Anigro, llamado antes Minieo. Ubica allí la supuesta tumba de Yárdano y añade que la antigua Samos de Élide era el lugar donde debía localizarse el lugar de procedencia de Rádina, que fue, según un relato de Estesícoro, a Corinto, donde estaba prometida con su tirano. Pausanias, por su parte, consideraba también probable la identificación de Arene como Sámico aunque señalaba que sobre ella había diversas conjeturas. También menciona una fuente llamada Arene.

## Hallazgos arqueológicos

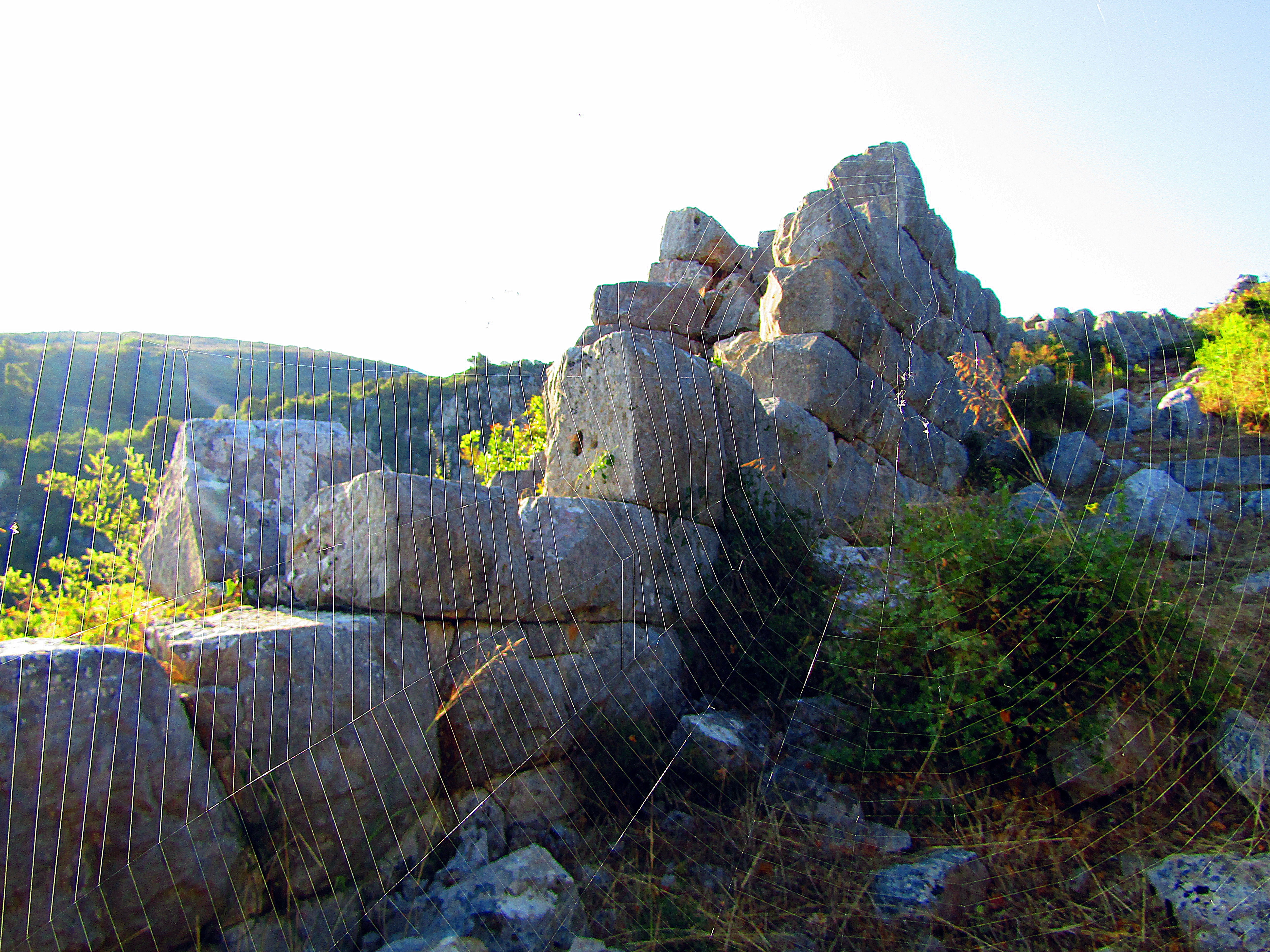
Restos de muros de la antigua ciudad.

Los restos hallados en la colina de Kleidi incluyen muros ciclópeos y restos de un asentamiento que fue ocupado en los periodos heládico medio y tardío. A estos periodos pertenece también una extensa necrópolis donde se han sacado a la luz ricos ajuares funerarios. A un gran túmulo que contiene numerosas tumbas, excavado en 1954 por Nikos Yaluris, se le ha dado del nombre de «tumba de Yárdano» debido al pasaje de Estrabón que menciona la existencia de la tumba de ese personaje en este lugar. En la acrópolis clásica también se ha hallado cerámica del periodo heládico tardío III, que probablemente pertenezca a una torre de guardia que debía hallarse en ese lugar.
Por otra parte, en un nuevo proyecto de investigación arqueológica de Kleidi que debe abarcar los años 2022-2026, se han hallado los restos de un templo de 28 m de longitud y 9,5 m de anchura que probablemente fue construido en el siglo VI a. C.
Al este de esta colina se halla la colina Elliniko, donde estaba la acrópolis clásica, que fue utilizada desde el siglo IV a. C. hasta la época romana. Al norte de la acrópolis clásica se hallan los restos de unos baños romanos y de un templo paleocristiano. En época medieval, la colina de Kleidi también se encontraba fortificada.

## Localidad moderna
Actualmente hay una población moderna que conserva el antiguo nombre de Sámico. Hasta 1923 se llamó Ali Tselepi (Αλή Τσελεπή). Es un pueblo que pertenece a la unidad municipal de Skillounta, en la unidad periférica de Elis. En el censo de 2001 su población era de 563 habitantes.
Está situada en una colina cerca del mar Jónico, a 2 km al sur de Kallikomo, a 2 km al sudeste de Raches, a 3 km al norte de Kato Samiko y a 4 km al sudoeste de Krestena.